# Oscar de melhor musical original
O Oscar para melhor musical original (formalmente conhecido como "melhor trilha sonora de canção original" e "melhor trilha de canção original e trilha adaptada") é uma categoria existente ainda nos livros de regulamento da Academia de Artes e Ciências Cinematográficas. Mas, o prêmio não pode ser oferecido a não ser que o número de competidores for determinado de quantidade e qualidade suficiente para justificar a competição a ser premiada.
O último filme a ganhar nessa categoria foi Purple Rain em 1985.

## Musical original
Um musical original deve consistir de pelo menos cinco canções escritas com música e letra especificamente para o filme---o qual concorre ao prêmio--- todas canções escritas pelo mesmo compositor, ou compositores e usadas com dublagem ou com performance visual. Ainda de acordo com o regulamento, as canções devem ser claramente audíveis, inteligíveis, uma execução substantiva tanto na melodia como na letra, usada no filme todo ou nos créditos finais do filme e devem complementar o filme no enredo. As canções que forem simplesmente arbitrárias ou sem essência para a história do filme não serão consideradas elegíveis. O adaptador ou o compositor da partitura instrumental poderá ser considerado elegível --- nesta categoria somente--- se a sua contribuição for considerada relevante ou substancial.

## Elegibilidade
1. O trabalho deverá ser criado especificamente para o filme que concorre ao prêmio.
2. O trabalho deverá ser o resultado de uma interação entre o cineasta e o compositor, ou o cancionista que está ligado diretamente ao filme.
3. As medidas para qualificar o trabalho deverão ser: efetividade, aprimoramento, substância criativa, e relevância da integridade da peça ---o filme.
4. O trabalho deverá ser gravado para uso no filme antes de qualquer outro uso, incluindo performances públicas ou divulgação através de quaisquer outros veículos.
5. Somente o(s) principal(ais) compositor(es) ou cancionista(s) responsável(eis) pela concepção e execução da produção musical, como um todo, deverá(ão) ser elegível(eis) ao prêmio. Esta regra expressamente exclui da elegibilidade todos os seguintes:
  1. Supervisores;
  2. Colaboradores parciais (i.e. não responsáveis pela obra total);
  3. Colaboradores em especulação;
  4. Partituras extraídas de temas preexistentes;
  5. Partituras reduzidas pelo impacto do uso repetitivo das canções;
  6. Partituras compiladas de música de mais do que um compositor.
6. Uma terceira estatueta poderá ser presenteada caso haja três colaboradores essenciais na obra.
7. O Comitê Executivo deverá interpretar as regras e questões de elegibilidade.
8. É dentro da discrição confidencial do Conselho Administrativo a determinação de quais prêmios, se algum, serão presenteados.

## Inscrição
Para uma performance ser elegível à nomeação um formulário oficial de inscrição, obtido pela Academy, deve ser requisitado pessoalmente pelo principal compositor que poderá submeter a inscrição junto a outros requisitos referentes a composição.

## A votação
A categoria de Musical Original acontecerá somente pelo pedido especial da Divisão de Música do Conselho Executivo da Junta Administrativa no ano que as inscrições elegíveis neste campo forem determinados de quantidade e qualidade suficiente para justificar a competição.
Todos membros ativos e vitalícios deverão votar nas categorias finais, incluindo-se Musical Original.